# Johann Gottlob Werner

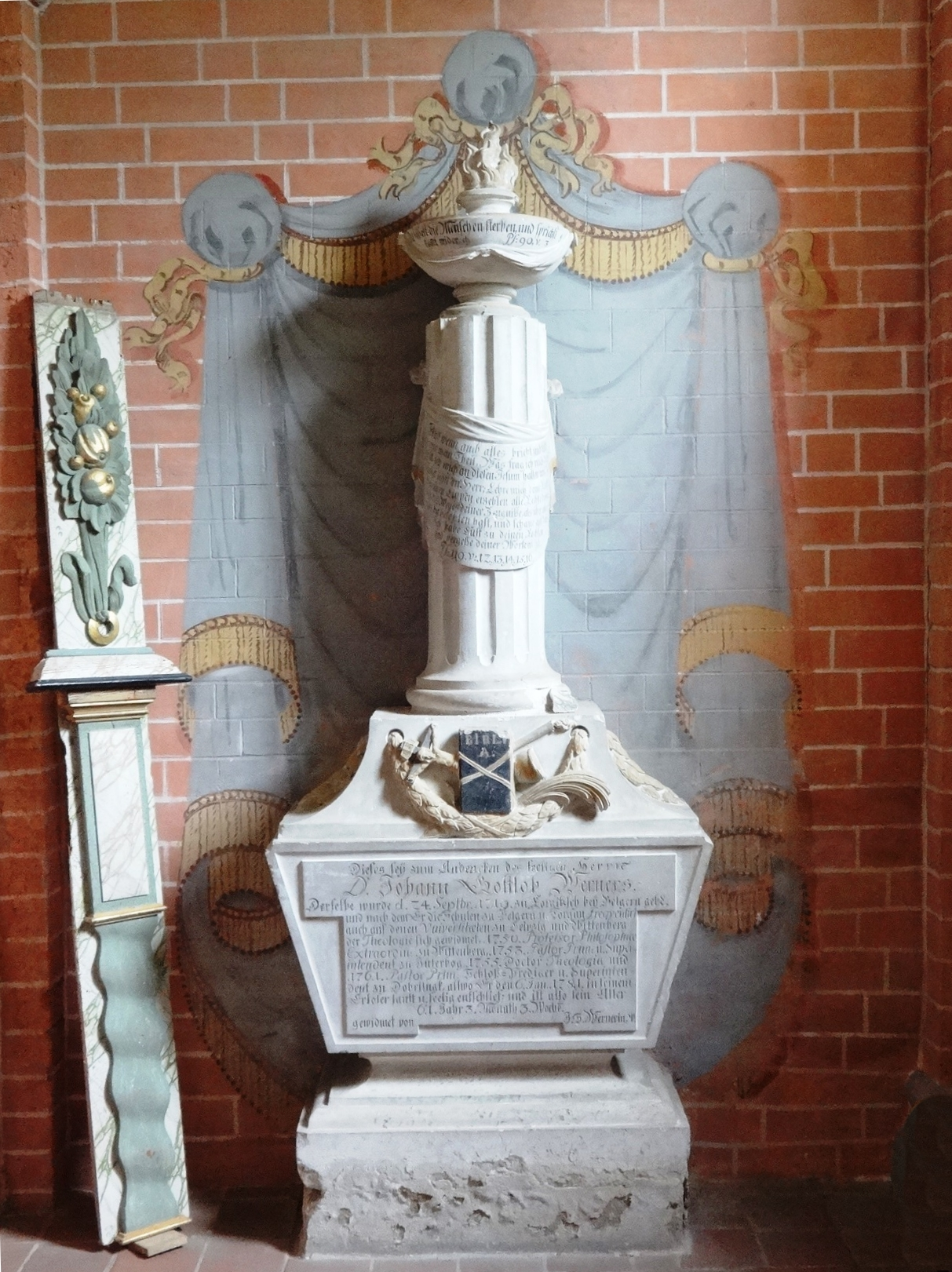
Epitaph in der Klosterkirche Doberlug

Johann Gottlob Werner (auch: Wernher; * 24. September 1719 in Korgitzsch; † 6. Januar 1781 in Dobrilugk) war ein deutscher evangelischer Theologe.

## Leben
Der Sohn des Landwirts Gottfried Werner besuchte das Gymnasium in Torgau und studierte seit dem 19. Mai 1740 an der Universität Leipzig. Werner wechselte 1743 an die Universität Wittenberg, wo er am 17. Oktober 1743 den akademischen Grad eines Magisters der Philosophie erwarb. Dann verfolgte er einem akademischen Werdegang, absolvierte dazu am 19. Januar 1745 die Prüfung zur Vorleseerlaubnis an Hochschulen als Magister legens und fand am 20. August 1746 als Adjunkt Aufnahme in die philosophische Fakultät der Wittenberger Hochschule.
Nachdem er 1750 außerordentlicher Professor der Altertümer geworden war, verfolgte er seinen Neigungen entsprechend einen theologischen Weg und wurde 1753 erster Pastor und Superintendent in Jüterbog. Zu diesem Zweck absolvierte er in Wittenberg am 24. September 1755 das Lizentiat und am folgenden Tage promovierte er zum Doktor der Theologie.
Ab 1761 war er Pastor primarius und Superintendent an der Schlosskirche zu Doberlug. Er verstarb in Doberlug und wurde in der Schlosskirche (ehemalige Zisterzienserklosterkirche) bestattet, wo sich sein Grabmal und ein Porträtgemälde befinden. Die Inschrift seines Grabmals lautet:

„Dieses sey zum Andencken des seeligen Herrn / 
D. Johann Gottlob Werners. /
Derselbe wurde d. 24. Septbr. 1719 zu Korgitzsch bey Belgern geb. / 
und nach dem Er die Schulen zu Belgern u. Torgau freqventirt / 
auch auf denen Vniversitaeten zu Leipzig und Wittenberg / 
der Theologie sich gewidmet, 1750 Professor Philosophiae / 
Extraordin. zu Wittenberg, 1755 Doctor Theologiae und /
1761 Pastor Prim. Schloß-Prediger u. Superinten- /
dent zu Dobrilugk, allwo Er den 6. Jan. 1781 in seinem /
Erlöser sanft u. seelig entschlief; und ist also sein Alter /
61 Jahr 3 Monath 3 Wochen. /
gewidmet von J.S. Wernerin, W.“

## Werkauswahl
- Disputatio historico-philosophica de falsis barbaricae philosophiae fontibus. (Resp. Johannes Gottlob Werner) Eichsfeld, Wittenberg 1745. (Digitalisat)
- De Collyridianorum secta. (Resp. Jphann Christian Schulz) Eichsfeld, Wittenberg 1745. (Digitalisat)
- (Als Respondent) De demonstratione exegetica. Bossoegel, Wittenberg 1748. (Digitalisat)
- Summam Promissionis Evangelicae Constantiam Ex Immutabilitate Voluntatis Divinae Demonstrant. (Resp. Konstantin Benjamin Lindner) Tzschiedrich, Wittenberg 1749. (Digitalisat)
- Progr. de vera iustitiae divinae notione. Wittenberg 1752. (Digitalisat)
- Diss. inaug. de peccato in Spiritum sanctum. (Resp. Johann Gottlpb Werner) Schlomach, Wittenberg 1755. (Digitalisat)